# Frenchville (Maine)
Frenchville es un pueblo ubicado en el condado de Aroostook en el estado estadounidense de Maine. En el Censo de 2010 tenía una población de 1.087 habitantes y una densidad poblacional de 14,39 personas por km².

## Geografía
Frenchville se encuentra ubicado en las coordenadas 47°16′27″N 68°23′54″O / 47.27417, -68.39833. Según la Oficina del Censo de los Estados Unidos, Frenchville tiene una superficie total de 75.53 km², de la cual 74.35 km² corresponden a tierra firme y (1.56%) 1.18 km² es agua.

## Demografía
Según el censo de 2010, había 1.087 personas residiendo en Frenchville. La densidad de población era de 14,39 hab./km². De los 1.087 habitantes, Frenchville estaba compuesto por el 98.44% blancos, el 0% eran afroamericanos, el 0.18% eran amerindios, el 0% eran asiáticos, el 0% eran isleños del Pacífico, el 0.18% eran de otras razas y el 1.2% pertenecían a dos o más razas. Del total de la población el 0.83% eran hispanos o latinos de cualquier raza. Según el censo de 2000, el 80% de la población hablaba francés. Territorio acadiano, el idioma se mantevu gracias a la proximidad de las provincias francófonas de Quebec y Nuevo Brunswick.